# Werner Knapp (Mediziner)
Werner Knapp (* 9. September 1916 in Tübingen; † 12. November 2002 in Erlangen) war ein deutscher Mediziner und Hochschullehrer.

## Leben und Wirken
Werner Knapp, Sohn des Juristen Theodor Knapp (1882–1962, Universitätsrat und Leiter der Verwaltung der Universität Tübingen), studierte Medizin an der Eberhard Karls Universität Tübingen und der Universität Berlin. In Berlin legte er 1941 das medizinische Staatsexamen ab und promovierte zugleich zum Dr. med. an der Universität Tübingen mit einer Arbeit über "Versuche zur Entgiftung des Chloroforms". Es folgte die Ausbildung zum Facharzt für Innere Medizin an den Universitäten Heidelberg, Berlin und Tübingen. Von 1946 bis 1963 war Knapp als wissenschaftlicher Assistent bzw. Oberassistent am Hygiene-Institut der Universität Tübingen tätig. Während dieser Zeit erfolgte 1954 seine Habilitation mit einer Arbeit "Über die Wirkung von Ultraschall auf die Salmonella typhi" und 1959 die Ernennung zum außerplanmäßigen Professor. Im Jahre 1963 wechselte er an die Universität Bern, wo er ein Extraordinariat für Medizinische Mikrobiologie und Hygiene übernahm. 1967 wurde er auf eine ordentliche Professor an der Universität Erlangen-Nürnberg berufen. Dort lehrte und forschte er bis zu seiner Emeritierung 1983, außerdem widmete er sich der Ausbildung von medizinisch-technischen Assistenten.
Als Mikrobiologe und Hygieniker beschäftigte sich Werner Knapp vor allem mit verschiedenen Infektionskrankheiten. Er wirkte in verschiedenen in- und ausländischen Fachgesellschaften mit und wurden mit mehreren Preisen ausgezeichnet, so 1966 mit der Louis-Pasteur-Medaille.

## Schriften
- (Mitautor): Lehrbuch der medizinischen Mikrobiologie. 6. neubearb. Aufl. Gustav Fischer Verlag, Stuttgart 1988, ISBN 3-437-00483-2.

Außerdem zahlreiche Aufsätze in medizinischen Fachzeitschriften.